# Пам'ятний знак на честь 300-річчя заснування Воєводівки
Пам'ятний знак на честь 300-річчя заснування Воєводівки — пам'ятний знак у с. Воєводівці.

## Опис

Вигляд у фас

Пам'ятний знак виконано на постаменті, облицьованому бутовим каменем.
На п'єдесталі з чорного граніту знаходиться стилізована фігура у вигляді дуги, на якій кріпиться плита з червоного граніту з написом «Воєводівка». Справа плита з чорного граніту, на якій вигравірувано «300 років».
Під написом виконаний малюнок: дві схрещені шаблі — символ здатності жителів обороняти свою землю та порохівниця — символ історичного минулого. Порох — символізує про великий потенціал і можливості, здатність до дії і розвитку: «Є ще порох у порохівницях» і нагадує про призов «Тримай порох завжди сухим».
Зі зворотного боку вигравіруваний напис «Хай вам щастить!». Під написом — малюнок у вигляді стилізованого рослинного орнаменту, виразно підкреслює національний колорит. На плиті з червоного граніту — «Пам'ятній знак 1707 — 2007».